# 韓国のアイドル
韓国のアイドル（かんこくのアイドル、朝: 아이돌）は、韓国のエンターテインメント会社との契約によって、或いは個人のレーベルによるインディーアーティストとして活動する、韓国の音楽アーティストを指す俗称である。一般的に韓国のアイドルは、事務所のオーディションへの参加やスカウトを通じて事務所に入所し、一定期間を練習生として過ごした後にデビューすることとなる 。

## 事務所との関係性

### 育成システム
韓国のアイドルの育成システムの概念は、SMエンタテインメントの創業者である李秀満によって、彼が提唱した「カルチャー・テクノロジー（文化的技術）」の一部として考案された。
韓国のエンターテインメント会社が実施する世界各国でのグローバルオーディションには、毎日練習生となることを目指す何百人もの候補者が参加している。オーディションには公開オーディションと非公開オーディションの二通りがある。
また一部の練習生は外見やポテンシャルなどを基準として、エンターテインメント会社の職員による街頭でのキャスティングなどを通して選ばれた者も存在する。
オーディションの合格者およびキャスティングを受けた候補者はエンターテインメント会社との長期契約を締結するが、年齢による制限などは存在しないため、かなり若い年齢でデビューを果たすことも珍しくない。
練習期間は数ヶ月間から数年間に渡り、他の練習生達と寮で生活しながら、それぞれ歌唱力、ダンス、韓国語などのレッスンを受ける。基本的には練習活動と並行して学校にも通学するが、一部の練習生は練習活動への専念のために学校を中退する場合もある。
2012年のウォール・ストリート・ジャーナルの調査によれば、SMエンタテインメントが女性アイドルグループ少女時代 (音楽グループ)のメンバー達一人当たりのために費やした育成費は約300万ドルだった。
SMエンタテインメントなどの大手エンターテインメント会社は、スターを量産するためユニークな手法から、しばしば「工場」と表現されることもある。こうした韓国のK-POPアイドルの育成システムだが、欧米においては後述する問題点などからメディアの批判の的とされることも多い。

### 契約条件
エンターテインメント会社とアーティストとの契約については、あまりにも長期間で制限も厳しく、例え成功を収めても収入の大半は事務所の元に入るといった契約内容を「奴隷契約」であると見なす向きもあり、実際に一部のアーティストが所属事務所に対して訴訟を起こすといった事例も発生している。DSPメディアのディレクターに当たる人物も、事務所への報酬を差し引いた後にアーティスト達へ支払われる収入額はごくわずかであることを認めている。またアイドルグループのメンバーは年齢や音楽的傾向が問題になり始めた際には脱退し、その代わりに同じ事務所の練習生が新たなメンバーとして補充されるなど、頻繁に入れ替わりを繰り返す傾向がある。

### 商業的な側面
韓国のエンターテイメント企業はの多くは、所属する練習生のトレーニングのためにブートキャンプを実施している。例えばSMエンタテインメントの場合は、毎年世界9ヶ国から約30万人の応募者を獲得しており、ソウルの江南地区には専用のトレーニング施設が存在する。SMエンタテインメントは「ブランドとしてのバンド」を市場に出した最初の会社とされ、アーティストの作品だけでなくアーティスト自身の価値をも商品化するといったマーケティング戦略を取り入れた。この手法はK-POPの海外での知名度の上昇と韓流ブームの拡大をもたらし、国外のファンを増加させることに成功した。現在では国内のファンダムのみでは十分な利益を得ることは難しい状況にあるため、アーティスト自身のブランディングは業界の収益源の中心であり、これは今日のK-POP産業の明確な特徴となっている。

### 収入
韓国の国税庁によると、2013年のK-POPアイドルの平均年間収入は4674万ウォン（42000ドル）だった。これは2010年のフィギュアスケート選手の平均年収の2倍であり、これは近年の韓流ブームの世界的な広がりによるものである。
収入高上位のアーティストは、アルバムとコンサートの売り上げによって数百万ドルの年間収入を得ている。BIGBANGのG-DRAGONは2015年6月25日放送のSBSの「一夜のTV芸能」で、作曲した楽曲の印税収入だけで約7.9億ウォン（71万ドル）を得ていることを明らかにした。

## 過激なファンの存在
韓国のアイドルの中にはその世間での注目度の大きさから、「サセンファン」と呼ばれる一部の過激なファンによる私生活の侵害を受けた経験を持つ者もいる。サセンファンによるプライバシーの侵害行為にはストーキング、寮への隠しカメラの設置、親戚の結婚式などの個人的なイベントへの押し掛け、物理的な攻撃などが含まれる。

## セクシュアライゼーション
K-POP業界全体には、以前からアイドルの性的対象化に対する批判が存在しており、この問題は現代韓国社会における性役割の意識の強さに起因している。例えばMITの「K-POPは性役割をどのように反映しているのか」と題した論文によれば、「実際の韓国人女性は受動的でも従順でもないにも拘わらず、韓国社会では受動的で従順な女性像のイメージが賛美される文化がある」と述べられている。K-POPのミュージックビデオでは経営戦略の一環として、女性のアイドルが露出度の高い衣装を着用し挑発的に踊る、いわゆる「セクシー系」のコンセプトが頻繁に描かれている。